# Memminger Disputation
Die Memminger Disputation war ein Streitgespräch im Zuge der Memminger Reformation. Sie wurde am 26. Dezember 1524 ausgeschrieben und fand am 2. Januar 1525 in Memmingen statt.

## Anfänge
Obwohl in  Memmingen seit Januar 1524 eine Disputation über die neuen Lehren gefordert wurde, kam eine solche nicht zustande. Die Geistlichen der Stadt beriefen sich darauf, dass sie dazu nicht befugt seien, sondern für die Teilnahme die Erlaubnis des Bischofs einholen müssten. Der altgläubige Pfarrer Mergerich von der Frauenkirche und andere Geistliche lehnten des Öfteren die  Forderung ab. Als es am 25. Dezember 1524 in der Frauenkirche zu einem Tumult kam, konnte Mergerich nicht mehr ausweichen. Er sandte zwar einen Brief an den Bischof, dass dieser die Disputation verhindern sollte, da er sich selbst nicht in der Lage sah, eine solche zu bestehen. Sollte er sie nicht verhindern können, sollte der Bischof einen fähigeren Geistlichen schicken. Der Stadtrat drängte jedoch, die Disputation durchzuführen, da er als Obrigkeit den Streit beenden und der Gefahr eines Aufruhrs in der Bevölkerung begegnen wollte. Weiterhin sollten Zweifel in Glaubensfragen innerhalb der Bevölkerung beseitigt werden. Der Reformator Christoph Schappeler und die Anführer der Neugläubigen, darunter Sebastian Lotzer, duldeten ebenfalls keinen Aufschub und hatten den Großteil der Memminger Bevölkerung hinter sich. Daher lud der Rat der Stadt am 26. Dezember alle Pfarrer, Prediger, Kapläne und Ordensleute zu einem Verhör und „briederlichen gesprech“ ein.

## Die Disputation
Am 2. Januar 1525 fand dann die Disputation im Memminger Rathaus statt. Anwesend waren die Geistlichen, alle Ratsherren, Paul Höpp und aus jeder Zunft ein Abgeordneter der Bürgerschaft. Von diesen zwölf Zunftangehörigen waren allerdings neun Reformationsanhänger. Ebenfalls dazu geladen wurden vier Doktoren. Der Reformationsanhänger Dr. Wolfhart wurde zum Leiter bestimmt.

### Ablauf
Nachdem der Kaiser bereits im Edikt von Burgos das Speyrer Nationalkonzil und weitere „andern disputation, erclerungen und außlegungen“ verbot, sagte der Bürgermeister bereits in seiner Begrüßungsrede zu Beginn der Disputation, dass es sich bei der Memminger Disputation um keine der verbotenen Disputationen, sondern um ein freundliches Gespräch handele. Deswegen ist in den Akten immer nur von einem Verhör oder einem Gespräch die Rede. Insgesamt scheint es, als wäre wie in der Zweiten Zürcher Disputation verfahren worden. Es wurden die einzelnen Geistlichen reihum befragt, was diese gegen die sieben Hauptartikel von Schappeler einzuwenden hätten.
Diese lauteten wie folgt:
1. Die Ohrenbeichte sei nicht notwendig, eine getreuliche Beichte zu Gott dagegen heilsam.
2. Die Anrufung Marias und der Heiligen sei in der Bibel nicht begründet.
3. Den Zehnten aus göttlichem Recht zu geben, weisse das neue Gesetz (Testament) nicht zu sagen.
4. Die Messe, das Nachtmal Christi genannt, ist weder ein Opfer noch ein gutes Werk, sondern ein Widergedächtnis der gewissen Verheißung der Sünden, von Gott uns gemacht un durch den Tod seines einzigen Sohnes bestätigt.
5. Aus der Schrift wissen wir von keinem Fegefeuer zu sagen.
6. Das heilige Sakrament des Altars soll ganz und nicht halb in beiderlei Gestalt allen Christen, die es begehren, mitgeteilt werden.
7. Ein einiges geistliches Priestertum mit gleichem Opfer und Amt, nicht zweierlei als die Papisten sagen, ist allen Christengläubigen gemeinsam.[2]

Die Altgläubigen versuchten nach besten Möglichkeiten, die Argumentationskette Schappelers zu durchbrechen. Allerdings waren sie theologisch meist schlecht oder gar nicht ausgebildet, so dass auch viele anzeigten, dass sie „nit gelert vnd geschickt sein, zu disputiern“. Schappeler dürfte dies bereits zu Beginn einkalkuliert haben, da er die Predigten der anwesenden Altgläubigen kannte. Viele Altgläubige brachten auch vor, dass diese Disputation nicht gerecht sei, da sie vor ein Konzil gehörte und den Universitäten zustehen würde. Die erste Phase dauerte drei Tage. Bis zum dritten Tag wurde lediglich zum siebten Artikelpunkt ein sachlicher Einwand geäußert. Dieser bestand darin, dass ein Priester im Namen der gesamten Priesterschaft die sieben Artikel als „nackent blos sprich vnd an schrifft dathun“ bezeichnete. Deshalb sei diesen kein Glauben zu geben. Schappeler und seine Gehilfen brachten daraufhin die Belegstellen aus der Heiligen Schrift vor. Am vierten Tag der Disputation legte man diese den altgläubigen Geistlichen vor und wies sie an, den Saal zu verlassen. Daraufhin wurde einer nach dem anderen hereingebeten, damit ein jeder selbst seine Meinung über die Artikel kundtun konnte. Allerdings war unter den Priestern nicht einer, der gegen die Artikel etwas vorzubringen hatte. Vielmehr sollte der Rat „hinangesetzt vnd befolhen, wie er das mach, dapei woln sie pleiben vnd dem nachkomen“.

### Ergebnis
Als auch bei der nochmaligen gemeinsamen Versammlung keiner der Priester einen Einwand vorbrachte, verkündet der Bürgermeister der Stadt Memmingen das Ergebnis. Die Priester sollten aufgefordert werden, jegliche üble Nachrede zu unterlassen. Wer dagegen verstoße, gegen den solle mit allen städtischen Mitteln gehandelt werden. Die Priester sollten sich nun mit der Messe und den sonstigen Zeremonien eine Zeit lang still verhalten. Es wurde ebenfalls beschlossen: „...so wolt ain Rath in der sach gelerten rath haben vnd als dan aus der dardurch vngezwaifelt got der allmechtige gelopt, bruderlich lieb gewart vnd fried vnd ainigkeit enfahen wurd vnd menigklich wissen, wie man sich furohin im gotzdienst vnd gegen die geistlichen vnd die geistichen gegen den weltlichen darein schicken soln“. Der Bürgermeister betonte in seiner Abschlussrede, dass jeder der Anwesenden diese Artikel nun anerkennen, oder aber die Stadt verlassen solle. Wer die Stadt nicht verlasse, die Artikel jedoch nicht anerkennen würde, dem wurde mit dem städtischen Gericht gedroht. Das Besondere an dieser Disputation war die Einigung. Dies gab es bei keiner anderen Disputation vorher, wie aus den Archivakten hervorgeht.